# معري (إب)

تعديل مصدري - تعديل

معري هي إحدى قرى عزلة جبل معود بمديرية إب التابعة لمحافظة إب، بلغ تعداد سكانها 143 نسمة حسب تعداد اليمن لعام 2004.